# Boussu-Bois
Pour les articles homonymes, voir Boussu (homonymie).
Boussu-Bois est un quartier de la commune belge de Boussu, dans la sous-région wallonne du Borinage et la province de Hainaut. Il est constitué de deux paroisses, Boussu-Bois-Saint-Charles et Boussu-Bois-Saint-Joseph. Ce quartier a été marqué par une forte exploitation charbonnière entre le milieu du XVIIIe siècle et 1961.

## Industrie
L'exploitation du charbon débute au milieu du XVIIIe siècle. En 1768, le seigneur Ophain autorise l’extension de l'exploitation jusqu'à Élouges. En 1868, plusieurs compagnies fusionnent pour devenir la Société Anonyme des Charbonnages de l'Ouest de Mons. En 1882, la compagnie rachète la Société Anonyme des Houilles Grasses de Levant d'Elouges puis la Société Longterne-Ferrand. Au début du XXe siècle, la compagnie emploie jusqu'à 3 900 ouvriers dont 70 % de mineurs de fond, la production s'élève à 2 000 tonnes de charbon extraites quotidiennement. En 1920, la société emploie 4 760 ouvriers, avec ses 5 335 hectares de concession, c'est la compagnie la plus importante du Borinage. L'exploitation du charbon cesse en 1961 avec la fermeture des charbonnages no 4, 5 et 9.

### Charbonnage Vedette

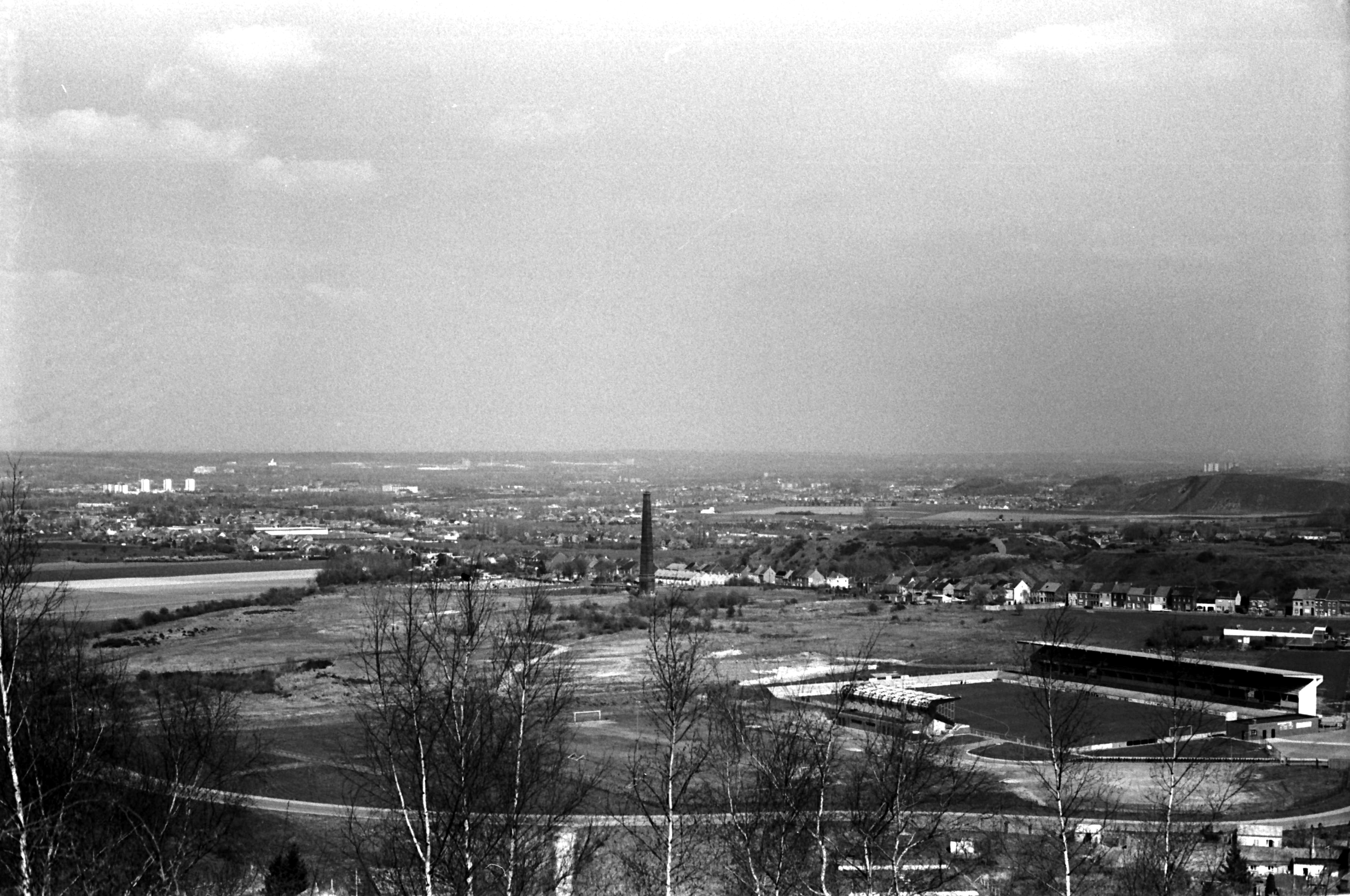
Boussu-Bois Vedette la cheminée vue du terril
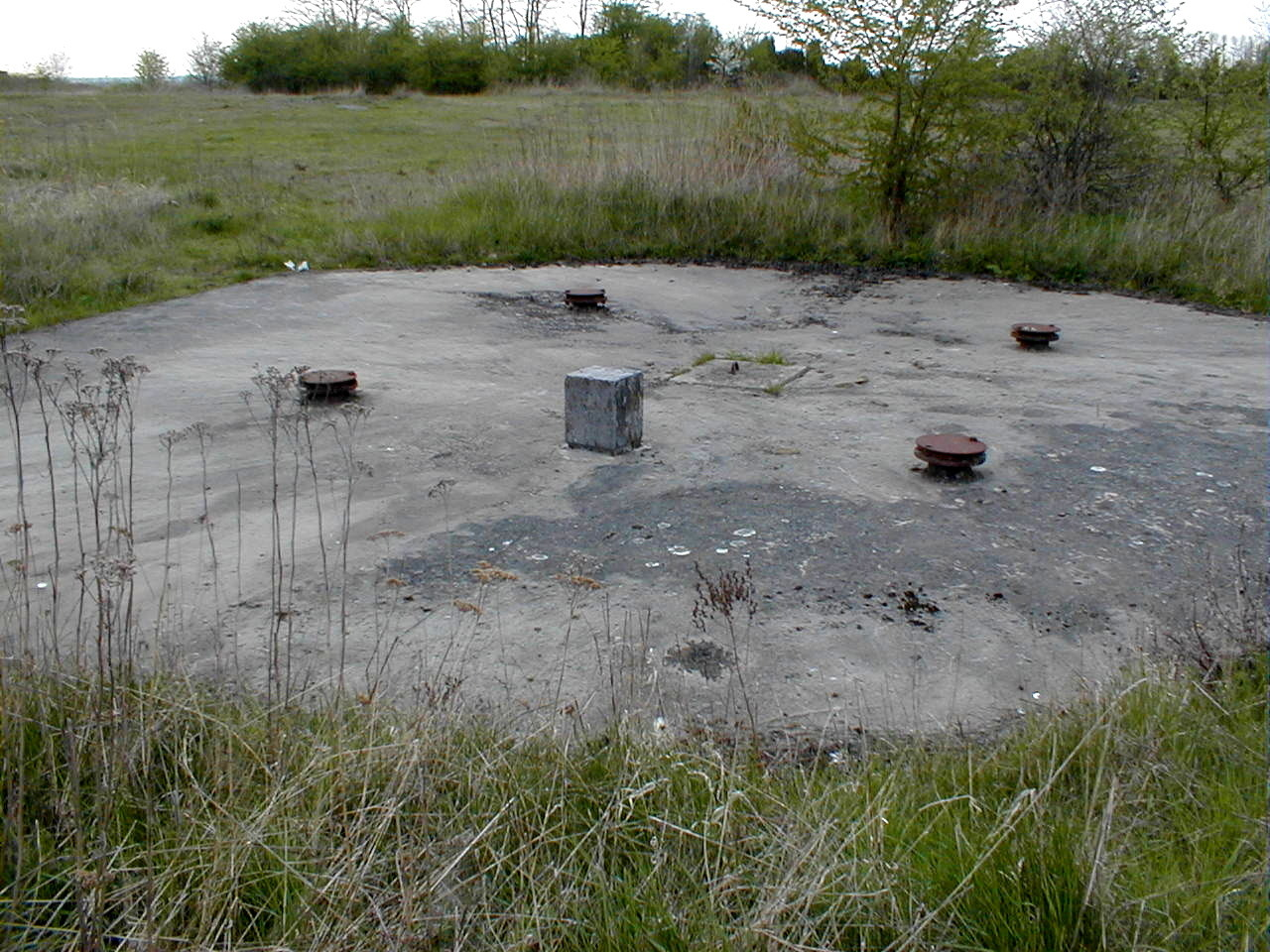
Boussu-Bois Vedette borne 1
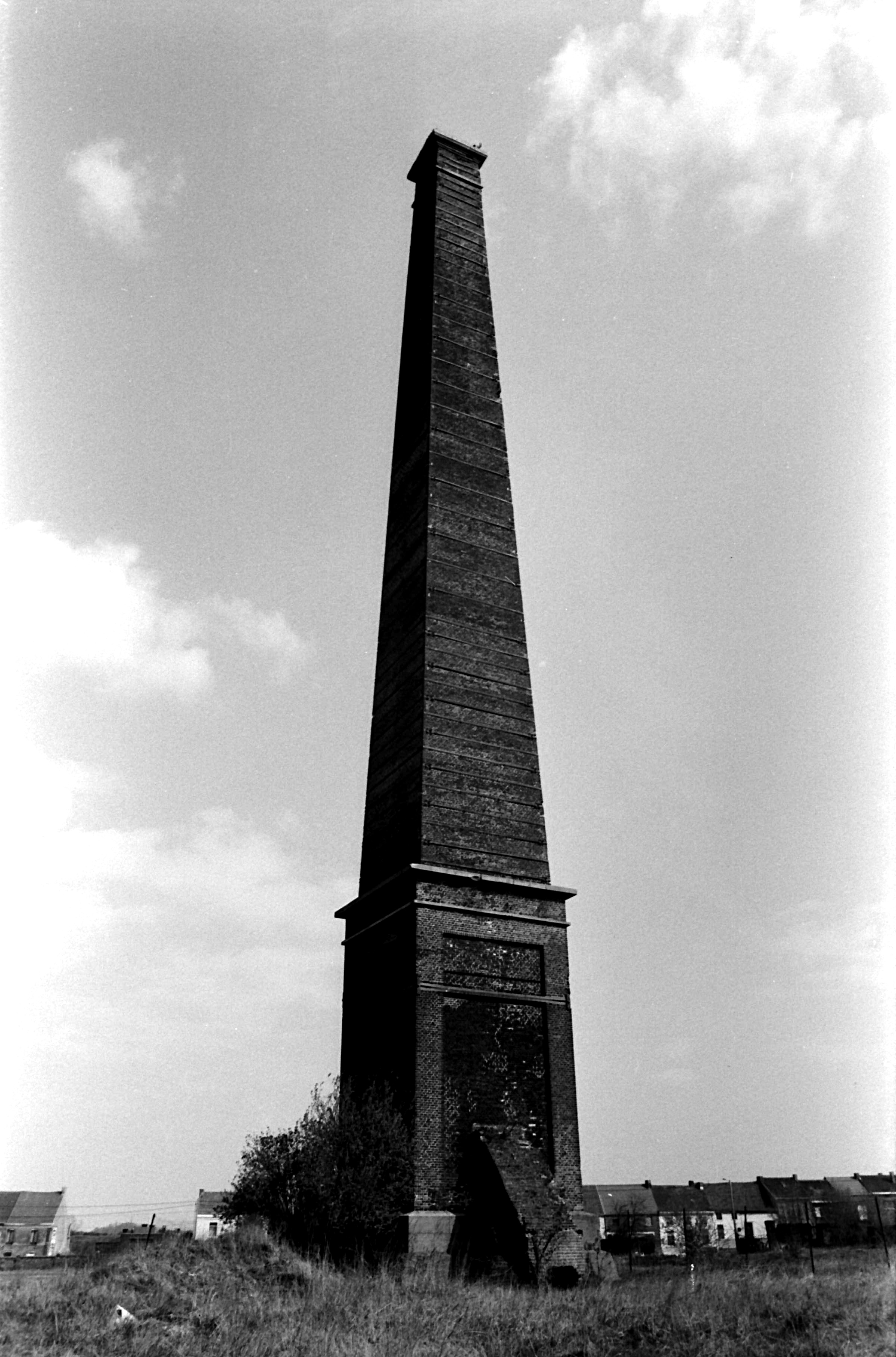
Boussu-Bois Vedette la cheminée détruite le 13 avril 2006
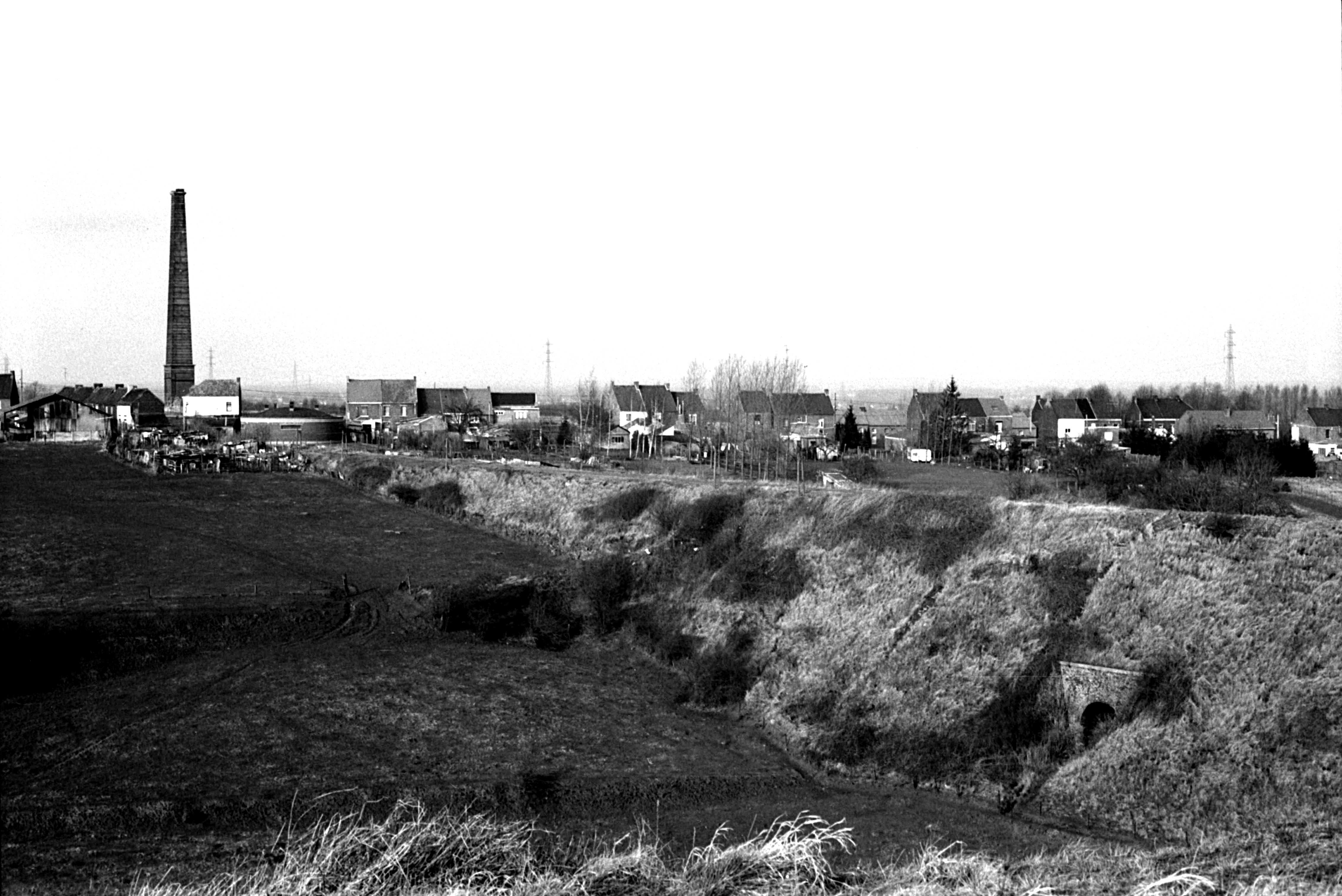
Boussu-Bois Vedette la cheminée et le pont de la Cabane qui reliait les deux prairies séparées par les remblais qui supportait la voie du chemin de fer qui reliait les mines de Saint-Antoine et Vedette vers la mine de la Sentinelle et au-dessus du chemin de fer le téléphérique qui transportait les chariots de charbon.

### Charbonnage Saint-Antoine
Le charbonnage Saint-Antoine, où no 9 est ouvert le 18 avril 1832. Au début du XXe siècle, il assure 25 % de la production de la compagnie. Il ferme en 1969.

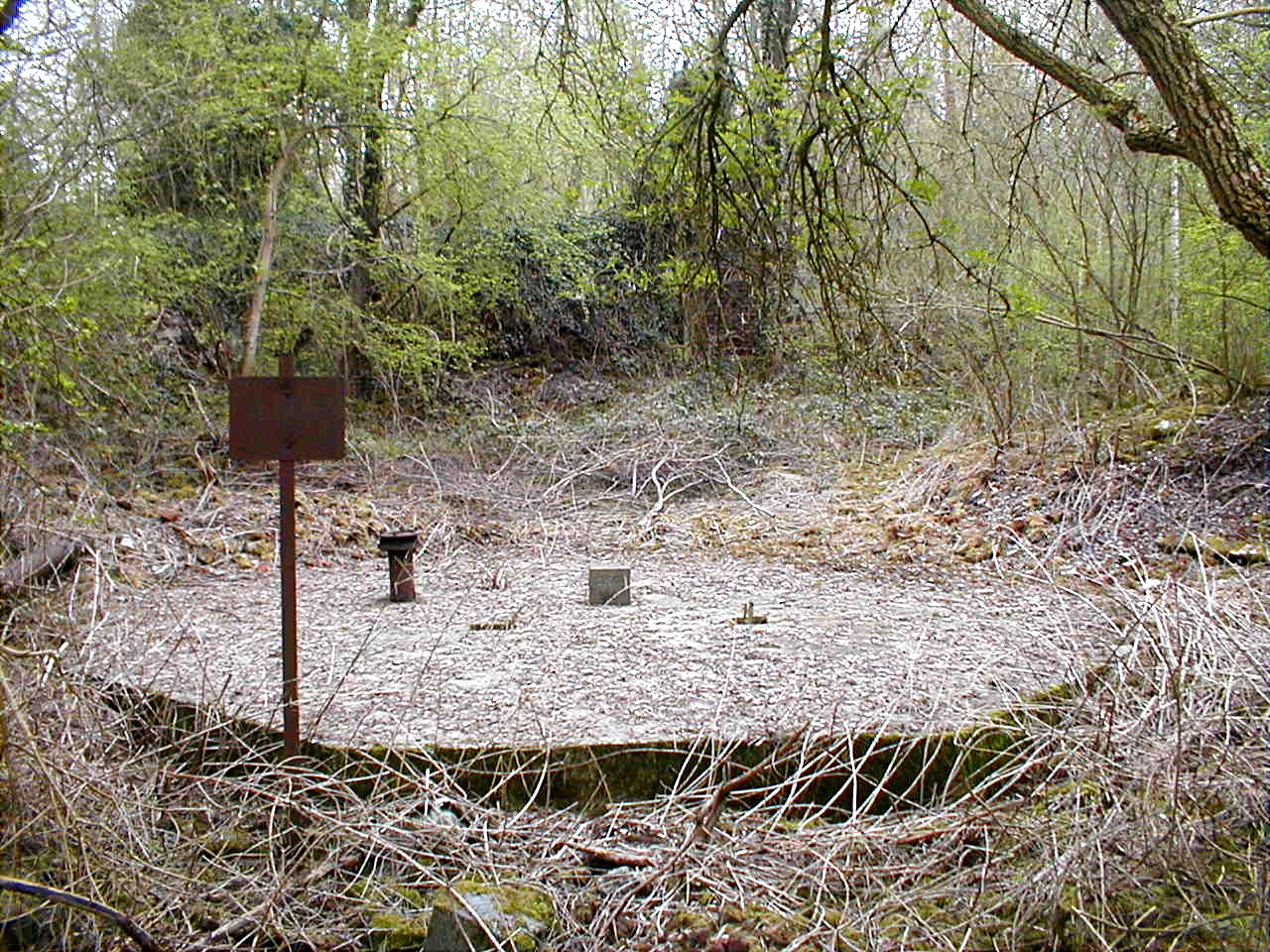
Mine Saint-Antoine : la dalle.
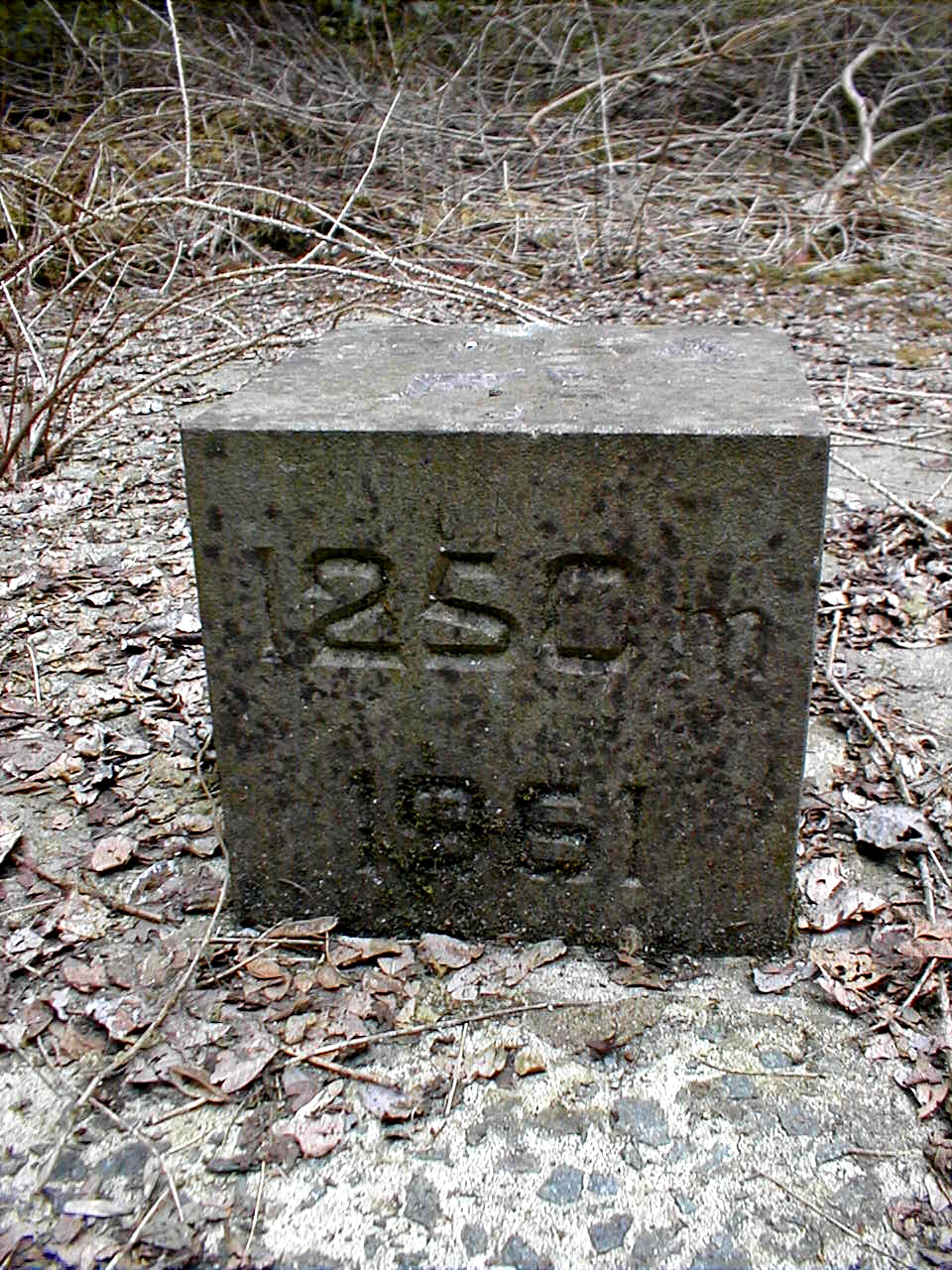
Mine Saint-Antoine : la borne profondeur 1 250 mètres, arrêtée en 1961.
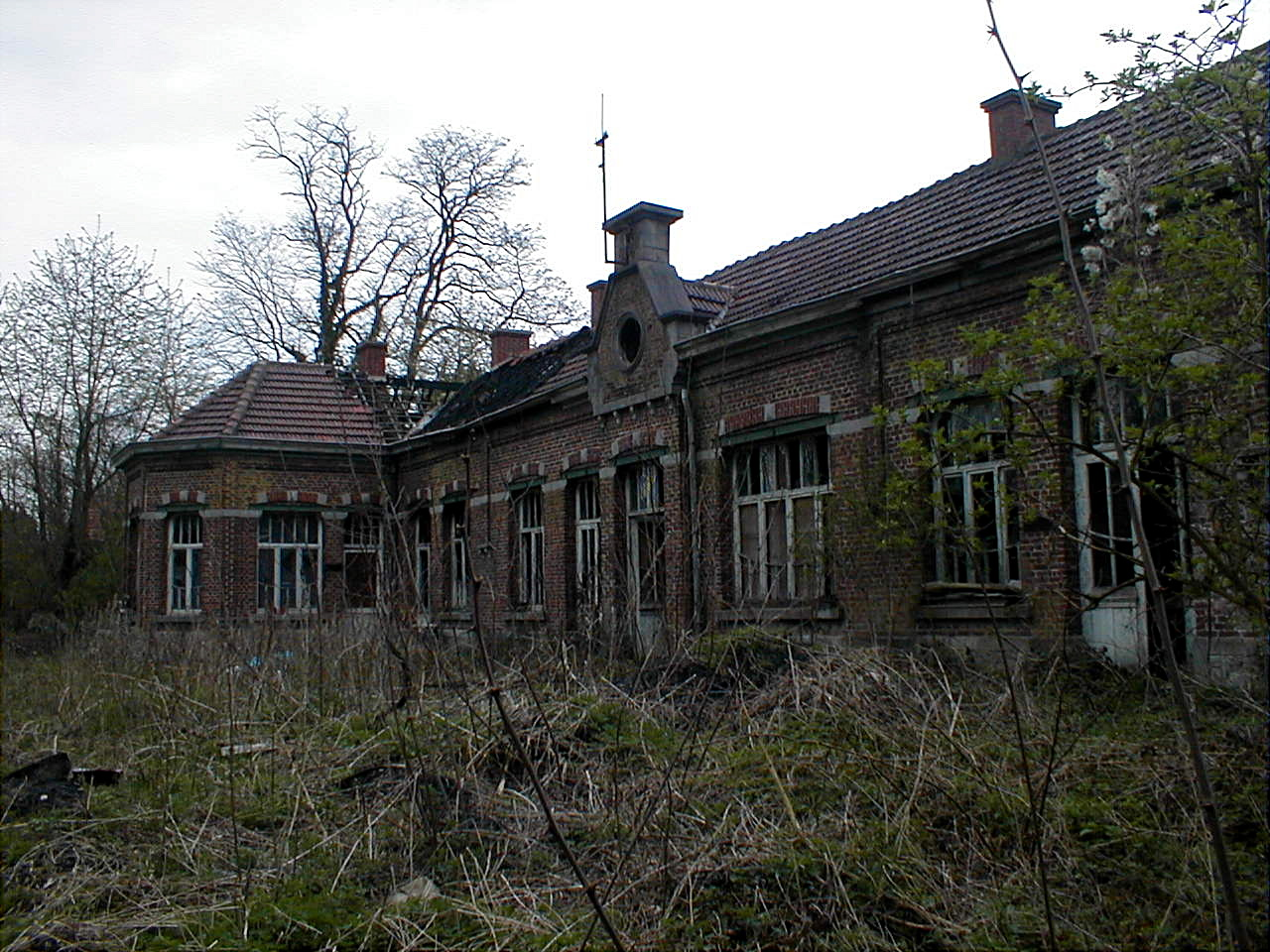
Mine Saint-Antoine les vestiges.

### Boussu-Bois Saint-Joseph

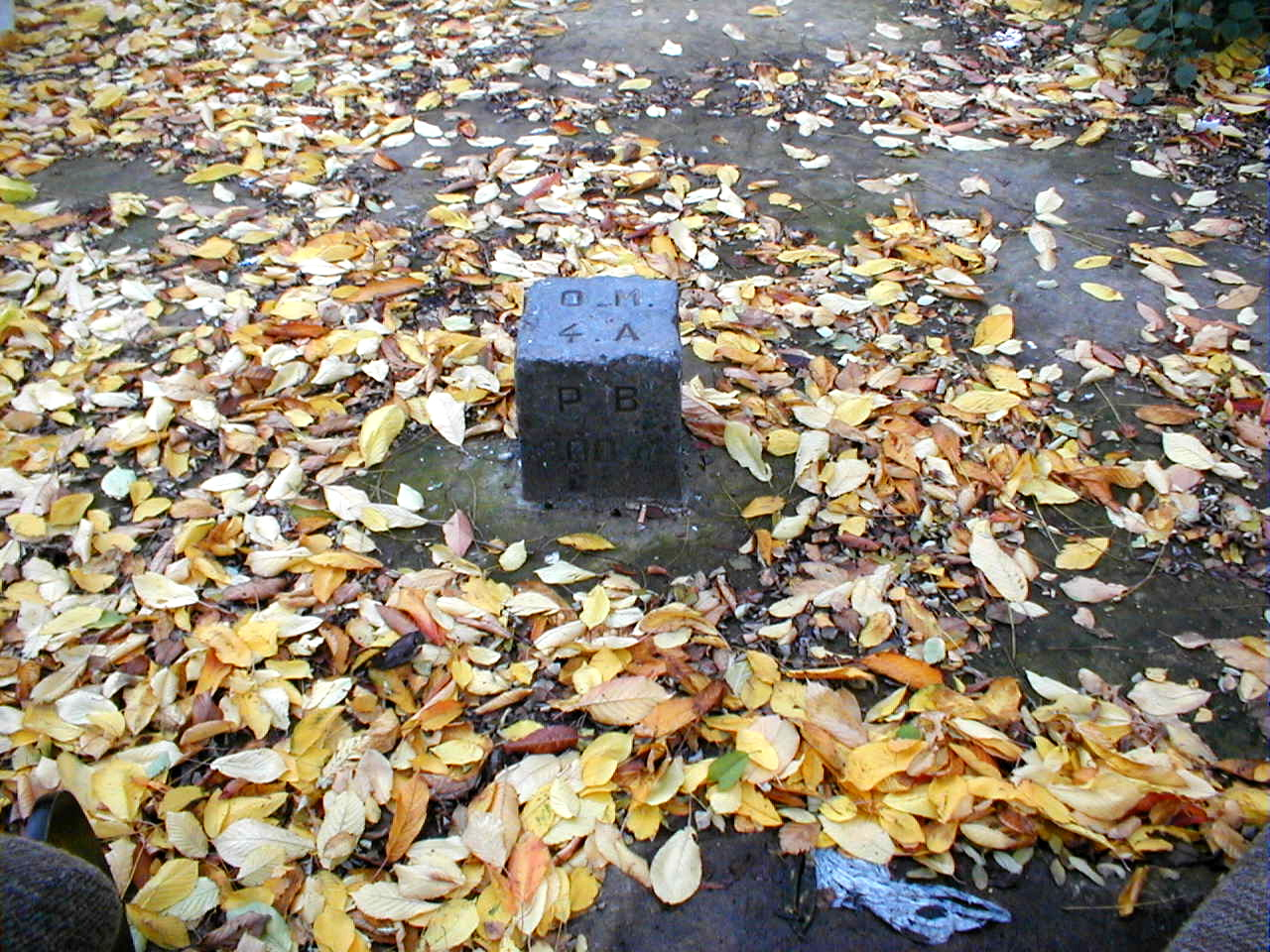
La borne du puits B du charbonnage de l’Alliance.

Le charbonnage de la Sentinelle est ouvert le 4 août 1827. Le 4 mars suivant c'est le charbonnage de l'Alliance qui entre en extraction avec le puits 4A de l'Ouest de Mons.